# Вулиця Конюшинна
Вулиця Конюшинна — вулиця в Залізничному районі міста Львова, місцевість Білогорща. Сполучає вулиці Полковника Болбочана та Яворівську. Прилучаються вулиці П'ясецького та Тернова.

## Історія та забудова
Вулиця отримала сучасну назву у 1958 році. Забудована промисловими спорудами, зведеними переважно у 1970-1980-х роках у рамках створення промислово-складського вузла «Сигнівка».

## Установи
- № 13 — штрафний майданчик для евакуйованих транспортних засобів
- № 24 — автогосподарство Головного управління Національної поліції у Львівській області[9].